# Oberonioides
Oberonioides is een geslacht van twee soorten orchideeën uit de onderfamilie Epidendroideae. Het is door Szlachetko afgescheiden van het geslacht Malaxis.
Het zijn terrestrische of lithofytische planten met pseudobulben, één solitair blad en een weinig opvallende bloeiwijze. Het geslacht is afkomstig uit Zuidoost-Azië en China.

## Naamgeving enetymologie
- Synoniem: Malaxis Sol. ex Sw. (1788)

De botanische naam Oberonioides is een samenstelling van Oudgrieks εἶδος ,eidos (uiterlijk, vorm) en de naam van het geslacht Oberonia, naar de gelijkenis van de bloemen.

## Kenmerken
Oberonioides-soorten zijn in groepen groeiende, terrestrische of lithofytische planten met eivormige pseudobulben, met een solitair, vlezig, gesteeld, hartvormig blad en een eindstandige, rechtopstaande tros met tientallen kleine bloempjes.
De bloemen zijn geresupineerd, de kelkbladen vrijstaand, breed ovaal en hol, de kroonbladen veel smaller. De bloemlip is drielobbig, de zijlobben zijn lijnvormig of driehoekig en het gynostemium omsluitend, de middenlob groter, vlezig, gevorkt, met een basaal callus. Het gynostemium heeft geen voet. De stempel is eivormig, met een kort rostellum. De helmknop zit dorsaal en draagt twee gevorkte pollinia zonder viscidia.

## Verspreiding en habitat
Oberonioides-soorten groeien op vochtige, bemoste rotsen in schaduwrijke bossen in Thailand, Taiwan en Zuid-China (Fukien, Jiangxi en Guangdong).

## Taxonomie
Oberonioides werd in 1995 van Malaxis sect. Oberoniflora afgescheiden door Szlachetko.
Het geslacht telt volgens de meest recent geaccepteerde taxonomie twee soorten. De typesoort is Oberonioides oberoniiflora.

### Soortenlijst
- Oberonioides microtatantha (Tang & F.T.Wang) Szlach. (1995)
- Oberonioides oberoniiflora (Seidenf.) Szlach. (1995)